# A Nemzetközi Űrállomás 23. alaplegénysége
A Nemzetközi Űrállomás 23. alaplegénysége (expedíciója) hattagú alaplegénység, melyet két Szojuz űrhajóval, Szojuz TMA–17-tel és a Szojuz TMA–18-cal juttatnak fel.

## Személyzet
(zárójelben a repülések száma a küldetéssel együtt)
- Jeffrey N. Williams (3), fedélzeti mérnök,  Egyesült Államok
- Makszim Szurajev (1), fedélzeti mérnök,  Oroszország
- Oleg Kotov (2), fedélzeti mérnök,  Oroszország
- Alekszandr Szkvorcov (1), fedélzeti mérnök,  Oroszország
- Mihail Kornyijenko (1), fedélzeti mérnök,  Oroszország
- Tracy Caldwell Dyson (2), fedélzeti mérnök,  Egyesült Államok